# Es ist ein Ros entsprungen (Sandström)
Es ist ein Ros entsprungen (Det är en ros utsprungen) ist eine Fassung des Weihnachtsliedes Es ist ein Ros entsprungen für zwei gemischte Chöre a cappella des schwedischen Komponisten Jan Sandström. Das Werk entstand 1990 und bezieht den vierstimmigen Satz von Michael Praetorius aus dem Jahr 1609 ein.

## Komposition
Jan Sandström komponierte das Werk 1990. Er ging von der bekannten vierstimmigen Fassung des Liedes durch Michael Praetorius (1609) aus, die er Zeile für Zeile verlangsamt in einen achtstimmigen unbegleiteten Summchor einbaute. Chor I, der Praetorius singt, kann von vier Solostimmen gesungen werden. Chor II wird durchweg gesummt. Formal ähnelt der Satz einer Choralphantasie, da er einen cantus firmus mit andersartigem musikalischen Material verbindet. Ungewöhnlich ist, dass Sandström nicht nur die Melodie, sondern auch ihre Harmonisierung zitiert und dass er die kontrastierende Musik Stimmen überträgt. Ihr textloses Summen trägt zu einer erfolgreichen internationalen Verbreitung bei. Ursprünglich schwedisch aufgeführt, bevorzugen viele Aufführungen international die deutsche Fassung, die Praetorius vorgesehen hatte.
Das Werk wurde erstmals 1995 veröffentlicht im Sveriges Körförbunds Förlag, Stockholm. Es ist erhältlich als Einzelausgabe oder in der Sammlung von Chormusik Cantemus 3. In den Vereinigten Staaten erschien es bei Walton Music als Lo, How a Rose E’er Blooming / Es ist ein Ros entsprungen.
Es ist in F-Dur im 4/4-Takt ohne Tempobezeichnung notiert, mit der Tempo-Angabe Viertelnote=56, was extrem langsam ist, wenn man bedenkt, dass Sandström fast nur lange Werte benutzt und die Notenwerte von Praetorius verdoppelte. Die Stimmen von Chor II beginnen nacheinander, von den tiefsten zu den höchsten, anfangs ppp und allmählich gesteigert zu piano. Alle Stimmen außer Bass II, der auf seinem ersten Ton F aushält, bewegen sich von ihrem Anfangston aufwärts zu einem zweiten, auf dem sie aushalten. So bildet sich allmählich ein Akkord, in den Chor I in Takt 5 einsetzt, ebenfalls ppp bis piano und zurück zu ppp auf die Worte „Es ist ein Ros entsprungen“. Die Akkorde in Chor II verändern sich fast unmerklich durch kleine Verschiebungen oder Pausen einzelner Stimmen und unterstützen die Harmonien im Satz von Praetorius. Chor II singt allein für mehr als einen Takt, bevor Chor I fortsetzt „aus einer Wurzel zart“.
Die Komposition wurde von The Virtual Music Library zum favourite piece for September 2003 gewählt.

## Einzelne Aufführungen und Einspielungen
Die Komposition wird von anspruchsvollen Chören und Vokalensembles als Höhepunkt für weihnachtliche Programme gewählt. 2007 war sie Teil der Direktübertragung am Heiligen Abend aus der Kings College Chapel, Cambridge, mit dem Choir of King’s College. Das Vokalensemble Chanticleer führte sie 2007 auf und erteilte daraufhin einen Kompositionsauftrag an Sandström, aus dem The Word Became Flesh hervorging. 2010 übertrug die BBC das Stück zweimal in einem Choral Evensong aus Winchester College. Die Chöre des New England Conservatory bezogen das Werk 2011 in ihr Programm Lessons and Carols ein. Es steht auf dem Programm des NDR Chors in der Hamburger Hauptkirche St. Nikolai.
2002 nahm der Dresdner Kammerchor, geleitet von Hans-Christoph Rademann, Es ist ein Ros entsprungen für seine CD Weihnachten auf. 2009 entstand eine CD mit dem Titel Es ist ein Ros’ entsprungen – Christmas Music for Choir and Organ mit Vox Bona, dem Kammerchor der Kreuzkirche, Bonn, geleitet von Karin Freist-Wissing. Sie kombiniert mehrere Fassungen des Liedes, den Satz von Praetorius, ein spätes Choralvorspiel von Johannes Brahms (op. 122 Nr. 8), Variationen von Hugo Distler aus Die Weihnachtsgeschichte (1933) und Sandströms Fassung, im Zusammenhang mit weiterer Weihnachtsmusik. Unter der Überschrift Verinnerlichte Weihnachtsmusik verglich Rezensent Stefan Schmöe „schwebende Klangflächen“ des Sandström-Satzes mit einem „akustischen Heiligenschein“. John Miller beschrieb Sandströms Fassung als „timeless, atmospheric, dream-like sound-scape of poignantly dissonant polyphonic strands“ (zeitlose, atmosphärische, traumhafte Klanglandschaft betont dissonanter polyphoner Stränge).
Die schwedische Komponistenvereinigung, Society of Swedish Composers, wählte das Stück für Composer’s Radio 2011, neben drei Werken von Jan W. Morthenson, Karin Rehnqvist und Mikael Edlund, unter dem Titel: Inspirations.